# Малець (Домбровський повіт)
Малець (пол. Małec) — село в Польщі, у гміні Радґощ Домбровського повіту Малопольського воєводства.
Населення — 531 особа (2011).
У 1975-1998 роках село належало до Тарновського воєводства.

## Демографія
Демографічна структура станом на 31 березня 2011 року:
|          | Загалом | Допрацездатний вік | Працездатний вік | Постпрацездатний вік |
| -------- | ------- | ------------------ | ---------------- | -------------------- |
| Чоловіки | 279     | 49                 | 200              | 30                   |
| Жінки    | 252     | 58                 | 142              | 52                   |
| Разом    | 531     | 107                | 342              | 82                   |